# مستعمره روانوک
مستعمره روانوک (‎/ˈroʊənoʊk/‎ ROH-ə-nohk) تلاشی توسط سر والتر رالی برای ایجاد اولین اقامتگاه دائمی انگلیسی‌ها در آمریکای شمالی بود. این مستعمره در سال ۱۵۸۵ میلادی تأسیس شد، اما زمانی که یک کشتی در سال ۱۵۹۰ میلادی از آن بازدید کرد، استعمارگران به‌طور غیرقابل توضیحی ناپدید شده بودند. این شهر به عنوان مستعمرهٔ گمشده شناخته شده است و سرنوشت ۱۱۲ تا ۱۲۱ استعمارگر ناشناخته باقی مانده است. حدس و گمان این است که استعمارگران با جوامع بومی آمریکا درگیر شده یا این که به آنها جذب شده بودند.  بررسی‌های مستعمره‌نشینان جیمزتاون گزارش‌هایی مبنی بر قتل‌عام ساکنان روانوک ارائه کرده است. همچنین داستان‌هایی از دیده شدن افرادی با ویژگی‌های اروپایی در روستاهای بومیان آمریکا بیان می‌شد، اما هیچ مدرک قطعی یافت نشد. 